# Croix de la Valeur militaire
La croix de la Valeur militaire est une décoration militaire française créée en 1956.
Elle est destinée à récompenser le personnel civil et militaire rattaché au ministère des Armées et depuis 2011 les unités ayant accompli une ou des actions d'éclat en opérations extérieures. Elle peut également être attribuée à du personnel civil et militaire étranger et à des unités étrangères ayant accompli une action d'éclat au cours d'une mission aux côtés de militaires français.

## Historique
Les opérations se déroulant en Algérie entre 1954 et 1962 étant qualifiées « d’opérations de maintien de l'ordre », il n'était pas possible de décerner des croix de guerre. Il fut décidé de créer une nouvelle décoration afin de récompenser les actions d'éclats des civils et militaires.
Le 11 avril 1956, par décret, est créée la Médaille de la Valeur militaire qui fut six mois plus tard transformée en Croix de la Valeur militaire. Par décision du 30 avril 1956, elle peut être décernée pour les opérations en Tunisie, depuis le 1er janvier 1952, au Maroc depuis le 1er juin 1953, l'Algérie depuis le 31 octobre 1954. Une nouvelle décision du 13 février 1957, ajouta les opérations en Mauritanie depuis le 10 janvier 1957. De nouveaux textes ont mis fin à l'attribution de la croix de la Valeur Militaire sur ces territoires.
Depuis, de nouvelles décisions ont été prises afin d’étendre l’attribution de cette décoration à d'autres territoires où l'armée française a effectué des opérations extérieures. Elle est encore actuellement décernée pour des opérations en Afghanistan ou au Sahel notamment.

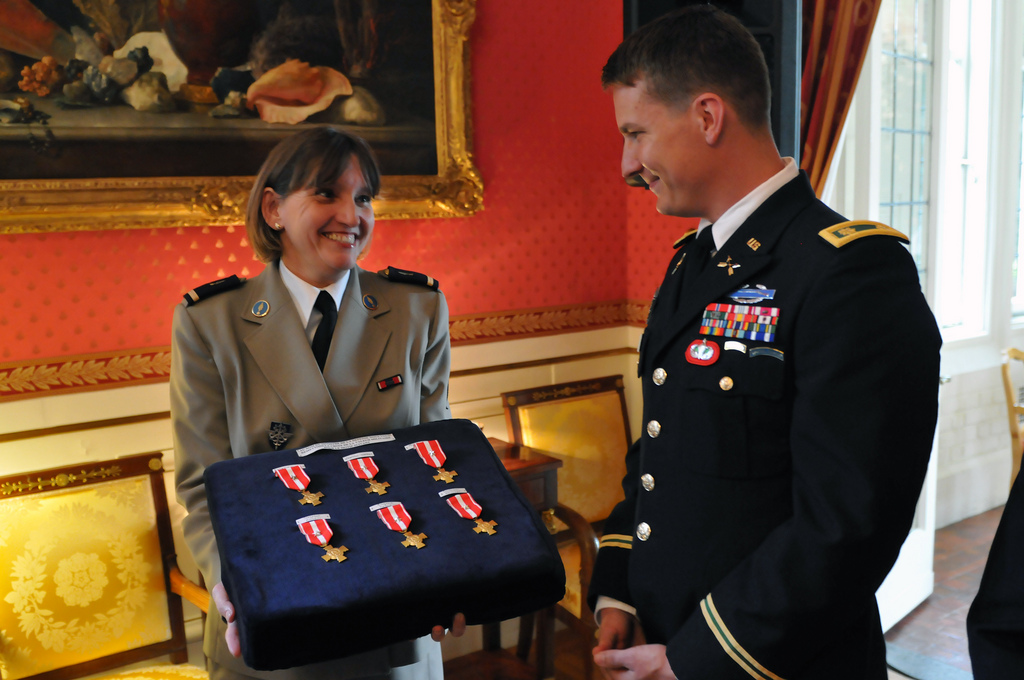
Cérémonie de remise de médailles de la croix de la Valeur militaire à la résidence de l'ambassadeur de France aux États-Unis à Washington D.C., le 25 juillet 2015.

En 2010, il a été attribué 1 281 citations avec croix de la Valeur militaire.
À la différence des croix de guerre, il n'était pas prévu de la remettre à des unités puisque le décret no 56-1048 précisait que la « Croix dite de la Valeur militaire [est] destinée à distinguer individuellement le personnel de la défense, civils et militaires, ayant accompli une action d'éclat, hors du territoire national, au cours ou à l'occasion de missions ou d'opérations extérieures ». Ce décret a donc été modifié en 2011 par le décret no 2011-1466 sous l'impulsion de Nicolas Sarkozy lequel entendait récompenser les unités qui se sont distinguées en opération extérieure,,.
À l'instar de leurs camarades masculins, plusieurs femmes — sous-officiers ou militaires du rang — ont été honorées de cette décoration. En revanche, la première « femme officier », de l'arme de l'artillerie, l'a reçue le 31 janvier 2013 : il s'agit d'un lieutenant féminin du 40e régiment d'artillerie.
L'Association nationale des croix de guerre et de la valeur militaire, fondée en 1919 par le vice-amiral Émile Guépratte, regroupe également les militaires et anciens militaires, de tous grades et de toutes origines, décorés de la croix de la Valeur militaire, ainsi que les unités militaires des trois armées (Terre, air, mer) et de la gendarmerie nationale, dont les drapeaux, fanions ou étendards sont décorés de la croix de la Valeur militaire.

## Description
- Croix : suspendue au ruban par une bélière, c'est une croix en bronze de 36 mm de diamètre, identique à la Croix du combattant. À l'avers figure l'effigie de la République couronnée (alors qu'elle est casquée sur la Croix du combattant) et au revers l'inscription « Croix de la Valeur militaire »[1].
- Ruban : rouge barré de trois bandes blanches verticales, celle du milieu ayant 7 mm de large et les deux autres 2 mm à 1 mm de chaque bord. Sur celui-ci est porté autant d'étoiles ou de palmes que de citations reçues[1].
- Attributs : Comme les croix de guerre et la médaille de la Gendarmerie nationale, le ruban de la médaille, peut recevoir des attributs exprimant des citations : respectivement une étoile de bronze pour une citation à l'ordre du régiment ou de la brigade, une étoile d'argent pour une citation à l'ordre de la division, une de vermeil pour le corps d'armée et une palme de bronze pour une citation à l'ordre de l'armée[1].

## Récipiendaires célèbres
Entre parenthèses : nombre d'attribution de la croix de la valeur militaire avec citation.
- Jacques Allard, général d'armée[8]. (2)
- René Babonneau, colonel de la Légion étrangère[9]. (1)
- Paul Barril, capitaine du GIGN. (1)[réf. souhaitée]
- Arnaud Beltrame, colonel de la Gendarmerie nationale[10]
- Marcel Bigeard, général de corps d'armée[11]. (4)
- Élisabeth Boselli, capitaine de l'armée de l'air (1)[12].
- Michel de Brébisson, général d'armée.
- Guy Brossollet, lieutenant-colonel, auteur et essayiste[13]
- Michel Bur, historien, archéologue, maître de conférence[14]
- Maurice Challe, général de l'armée de l'air[15]. (1)
- Pierre Chateau-Jobert, colonel. (4)[réf. souhaitée]
- Jacques Chirac, ancien Président de la République française[16]
- Hubert Clément, adjudant-chef de la Gendarmerie nationale. (2)[réf. souhaitée]
- Jacques Collombet, général de division. (1)[réf. souhaitée]
- Bruno Dary, général d'armée. (3)[17]
- Roger Degueldre, lieutenant de la Légion étrangère, déserteur et terroriste. (4)
- Maurice Faivre, général de brigade[18]. (1)
- Roger Faulques, chef de bataillon de la Légion étrangère[19]. (3)
- Denis Favier, général d'armée[20]. (2)
- Jean Gilles, général. (3)[réf. souhaitée]
- Hervé Gobilliard, général d'armée [réf. souhaitée]
- Roger Holeindre, soldat[21]. (2)
- Jean-Pierre Jaussaud (1937-2021), pilote automobile. (1)
- Pierre Paul Jeanpierre, lieutenant-colonel de la Légion étrangère[22]. (5)
- Edmond Jouhaud, général de l’armée de l'air[23]. (1)
- Jean-Marie Le Pen, lieutenant de la Légion étrangère. (1)[24]
- Alain Maillard de La Morandais, lieutenant[25]. (1)
- Jacques Massu, général d'armée et Compagnon de la Libération[26]. (2)
- Jacques Mesrine, soldat de 2e classe[27]
- Gérard Monnier (historien), historien et soldat. (1)[réf. souhaitée]
- François d'Orléans, sous-lieutenant[28]. (1)
- Henri d'Orléans, capitaine[29]. (1)
- Thierry Orosco, général de brigade[30]. (1)
- Petr Pavel, président de la République tchèque[31]
- Thierry Prungnaud, adjudant-chef du GIGN. (1)[réf. souhaitée]
- Raoul Salan, général d'armée[32]. (1)
- André Salvat, colonel et compagnon de la Libération[33]. (1)
- René Sentenac, sergent-chef[34]. (1)
- François Sureau, membre de l'Académie française[35]. (1)
- Didier Tauzin, général de division de l'Armée de terre française[36]. (3)
- Jean-Robert Thomazo, colonel[37]. (1)

## Unités décorées de la fourragère aux couleurs de la croix de la Valeur militaire

### Historique et description
Depuis 2011, les unités peuvent désormais être décorées collectivement de la croix de la Valeur militaire, récompense jusqu'alors uniquement attribuée individuellement aux soldats.
Lorsqu'une unité a été décorée deux ou trois fois de la croix de la Valeur militaire avec palme, c'est-à-dire à l'ordre de l'armée, et ceci pour un même théâtre d'opération, elle a droit au port de la fourragère aux couleurs de la croix de la Valeur militaire.
Cette fourragère peut en outre comporter une olive pour distinguer les unités les plus décorées :
- 2 ou 3 citations, pas d'olive ;
- 4 ou 5 citations, une olive aux couleurs du ruban de la Médaille militaire ;
- 6 ou 7 citations, une olive aux couleurs du ruban de la médaille militaire (partie inférieure) et de la Légion d'honneur (partie supérieure) ;
- 8 ou 9 citations, une olive à la couleur du ruban de la Légion d'honneur ;
- 10 citations, une olive aux couleurs du ruban de la médaille militaire (partie inférieure) et de la Légion d'honneur (partie supérieure) séparées par un liseré blanc.

Le premier régiment décoré de la fourragère de la croix de la Valeur militaire est le 17e RGP, le 16 avril 2012.
Le 30 avril 2016, le 2e REP est le premier et seul régiment de l'Armée de terre à recevoir la fourragère de la croix de la Valeur militaire, avec olive jaune aux couleurs de la Médaille militaire, en raison de ses 4 citations à l'ordre de l'armée obtenues à Kolwezi en 1978, en Afghanistan en 2010 et 2011 et au Mali en 2013.
Le 23 mai 2018, le CPA 10 reçoit à son tour la fourragère de la croix de la Valeur militaire, avec olive jaune aux couleurs de la Médaille militaire, en raison d'une quatrième palme obtenue pour les missions accomplies dans la bande sahélo-saharienne.
Le 11 juillet 2024, le CPA10 reçoit une nouvelle fourragère, avec olive aux couleurs du ruban de la médaille militaire (partie inférieure) et de la Légion d'honneur (partie supérieure), après avoir reçu une sixième citation collective avec palme[réf. souhaitée].

### Liste des unités décorées de la fourragère
- 17e RGP, le 16 avril 2012[43].
- 1er RCP, le 1er juin 2013[44] ;
- 13e BCA, le 20 juin 2013[45]
- 27e BCA, le 20 juin 2013[46] ;
- CMA Grenoble-Chambéry-Annecy, le 20 juin 2013[46] ;
- 2e REG, le 20 juin 2013[47] ;
- 126e RI, le 26 juin 2013[48] ;
- 2e REP, le 11 juillet 2013[49] ;
- 5e RHC, le 11 juillet 2013[50] ;
- 13e RDP, le 29 août 2013[51] ;
- 21e RIMa, le 1er septembre 2013[52] ;
- 1er RPIMa, le 1er septembre 2013[52] ;
- EH 1/67 Pyrénées, le 16 septembre 2013[53] ;
- CPA no 10, le 16 septembre 2013[54] ;
- CPA no 20, le 16 septembre 2013[53] ;
- CPA no 30, le 16 septembre 2013[53] ;
- 8e RPIMa, le 1er octobre 2013[55] ;
- 1er RHP, le 1er octobre 2013[56] ;
- 1er RI, le 22 novembre 2013[57] ;
- Flottille 4F, le 20 janvier 2014[58] ;
- Flottille 17F, le 20 janvier 2014[58] ;
- HIA Percy, le 30 avril 2014[59] ;
- Commando Hubert, le 18 juin 2014[60] ;
- Commando Trépel, le 18 juin 2014[60] ;
- Escadron de transport 3/61 Poitou, le 17 septembre 2014[61] ;
- GIGN, le 17 juin 2015[62] ;
- Escadron de chasse 3/3 Ardennes, le 20 septembre 2018[63].